# Monday Morning
Monday Morning to czwarty singel kanadyjskiej piosenkarki Melanie Fiony, pochodzący z jej debiutanckiego albumu The Bridge. Twórcami tekstu są Peter Wade Keusch, Sidh Solanki i Charlene Gilliam, a producentami Peter Wade Keusch i Sidh Solanki.

## Pozycje na listach
| Kraj                          | Najwyższa pozycja |
| ----------------------------- | ----------------- |
| Austria (Ö3 Austria Top 40)   | 3                 |
| Niemcy (Media Control Charts) | 46                |
| Węgry (Mahasz)                | 24                |
| Polska (Polish Airplay Chart) | 1                 |
| Rosja (Russian Airplay Chart) | 237               |
| Słowacja (IFPI)               | 13                |